# Museumsdorf Düppel

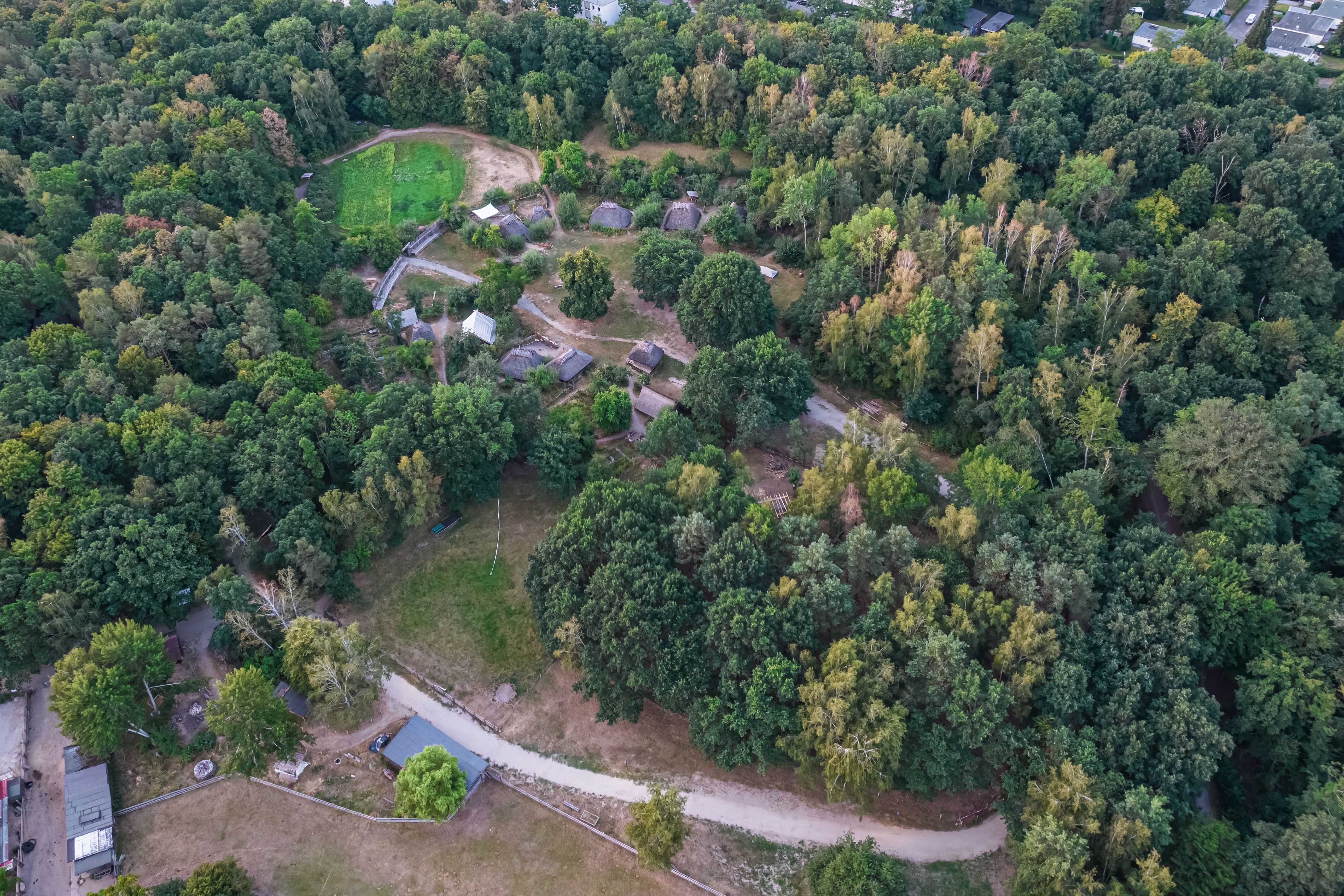
Luftaufnahme, 2022

Das Museumsdorf Düppel ist ein am Landschaftsschutzgebiet Krummes Fenn in Berlin-Nikolassee gelegenes, 1975 gegründetes Freilichtmuseum, das zur Stiftung Stadtmuseum Berlin gehört. Sein Name bezieht sich auf die umliegende Ortslage Düppel. Es wurde ein gesamtes Dorf mitsamt seiner Umwelt so rekonstruiert, wie es im Mittelalter vor rund 800 Jahren existiert haben soll. Es entwickelt sich zu einem der Partizipation und Nachhaltigkeit verpflichteten Ort, an dem das Leben im Mittelalter nachempfunden und erlebt werden kann.

## Geschichte

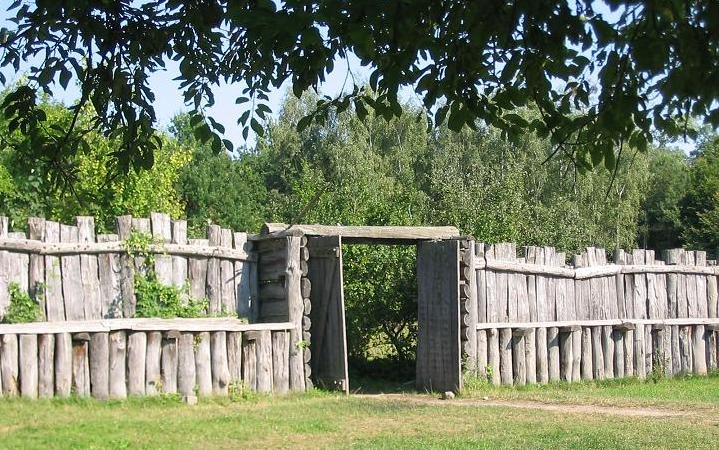
Rekonstruktion der mittelalterlichen Palisade

Archäologische Funde deuten auf eine erste Besiedelung von Düppel als mit einer Palisade gesicherten Raststation zwischen Saarmund und Spandau um 1170 hin, also in der Zeit der Stabilisierung und des Landesausbaus der erst 14 Jahre zuvor endgültig durch den Askanier Albrecht den Bären von den Slawen eroberten Mark Brandenburg. Es handelte sich etwa um die Hälfte der Strecke zwischen beiden Orten und entsprach damit ungefähr der Strecke, die ein Ochsengespann am Tag schaffte. Im Schutz der Palisade konnten die Ochsengespanne in Sicherheit und bei einer Tränke die Nacht verbringen. Sehr wahrscheinlich bestand in der Nähe bereits zuvor ein slawisches Dorf bei Machnow. Die Datierung der Funde lässt vermuten, dass in der ersten Hälfte des 13. Jahrhunderts eine slawisch-deutsche Mischbevölkerung im sehr wahrscheinlich friedlichen Miteinander im Dorf wohnte und miteinander verschmolz. Das Dorf entstand erst einige Jahre später, vielleicht dauerte es von der Umwandlung von einem sicheren Rastplatz zum Dorf noch 20 Jahre. Um 1230 zählte die Siedlung etwa acht Höfe, die zum Schutz hufeisenförmig um einen großen Dorfplatz gelagert waren. Eine frühere Annahme von bis zu 16 Gehöften konnten spätere Forschungen nicht bestätigen. Die Siedlung war zeit ihres Bestehens offenbar nur recht klein, dementsprechend konnten wenige Kleinfunde gemacht werden. Die Aufgabe der Siedlung um 1230 (Sandböden, überwiegend Viehhaltung) ist im Zusammenhang mit der Neugründung Zehlendorfs (Lehmböden, Getreidewirtschaft) um 1220 zu sehen (urkundliche Ersterwähnung 1242 als Cedelendorp). Für eine gezielte Aufgabe spricht der Fund eines Pferdekopfes in einem Brunnen, der für eine gezielte Vergiftung des Brunnenwassers spricht. Das später wüst gefallene Dorf ist freigelegt, nachgebaut und heute in den Sommermonaten als Museumsdorf zugänglich.
Auf acht Hektar Fläche wurden Bebauung und Landschaft rekonstruiert.

„In einzigartiger Weise lässt sich die Vergangenheit mit lebendem und totem Inventar vergegenwärtigen. Rückgezüchtete Haustierrassen und längst vergessene Nutzpflanzen gehören ebenso dazu wie die Ausübung von altem Handwerk. Die Ergebnisse der praktischen Tätigkeiten werden regelmäßig publiziert und machen Düppel zu einem international anerkannten Zentrum für experimentelle Archäologie mitten in Berlin.“

Es finden sich auch Informationen zur mittelalterlichen Imkerei, zum Töpfer- und Schmiedehandwerk ebenso wie zum zeitgenössischen Bauernleben.

## Einrichtungen

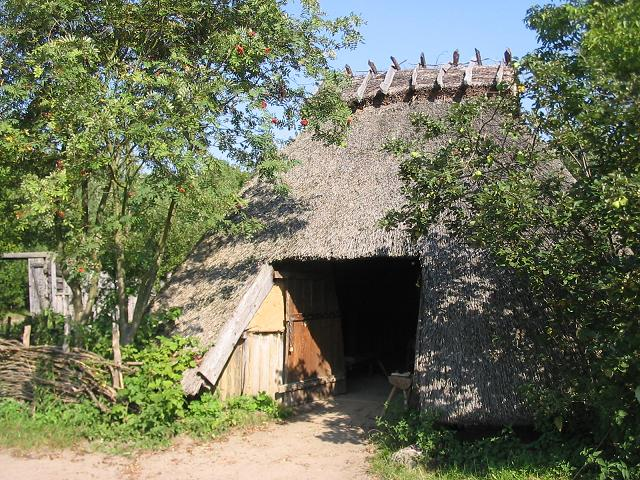
Rekonstruiertes Haus, 13. Jahrhundert

Der Rundgang durch das Dorf zeigt folgende mittelalterliche Rekonstruktionen:
- Verschiedene historische Häuser, teilweise mit ihren traditionellen Inneneinrichtungen,
- Haus mit Teerschwele,
- Backhaus, Schmiede, Töpferstand und Getreidespeicher,
- ausgegrabener Brunnen, rekonstruierter Brunnen,
- Palisade mit Tor,
- Tierhaltung mit mehrfach prämierten Rückzüchtungen wie dem Düppeler Weideschwein und einer vom Aussterben bedrohten alten Schafrasse, den Skudden,
- Dreifelderwirtschaft, Bauerngärten, Hochwald, Hütewald, Wiesen und Weiden, Wildpflanzensammlung.

Das Museum ist in der Saison (Anfang März bis Anfang November) samstags, sonntags und an Feiertagen, sowie während der Sonderöffnungszeiträume ganzwöchig für die Besucher geöffnet. An Sonn- und Feiertagen finden thematische Führungen durch das mittelalterliche Dorf statt. Dabei stellen Mitglieder des Fördererkreises fast regelmäßig damalige Handwerkstechniken vor. Sie geben Erklärungen zum mittelalterlichen Kräuter- und Gemüsegarten, über die Textilherstellung, über das Schuhemachen, Töpfern, Schmieden, Wippdrechseln und die Herstellung von Holzteer. Kinder können an mittelalterlichen Spielen teilnehmen, von Brettspielen bis zum Ringelstechen.
Außerdem ist an diesen Tagen eine 2018 neu konzipierte Ausstellung geöffnet, in der Funde der archäologischen Grabungen wie ein Brunnenkasten, Gefäßscherben oder Spinnwirtel gezeigt werden, aber auch Arbeiten der einzelnen Fachgruppen, darunter der Stammbaum des Düppeler Weideschweins.

Detailansichten des Museumsdorfes
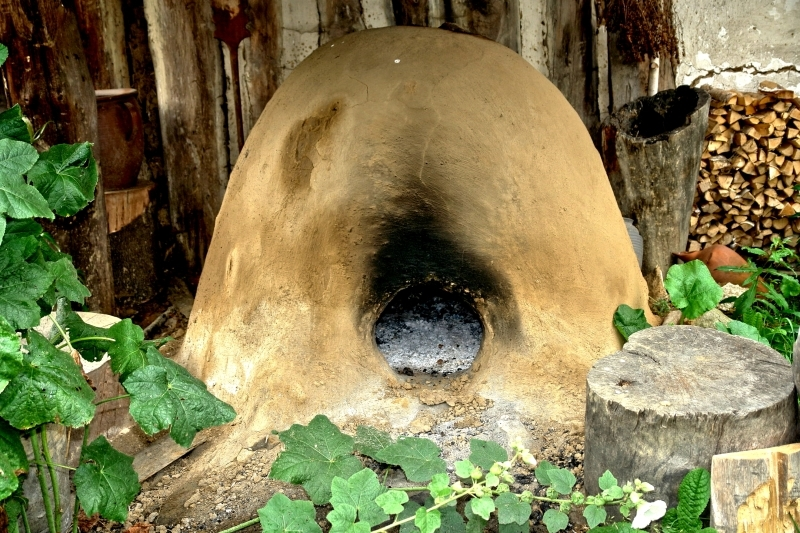
Mittelalterlicher Backofen an der Außenwand eines historischen Hauses
Mittelalterlicher Brunnen mit Tiefenangabe und eingefügter Außenansicht
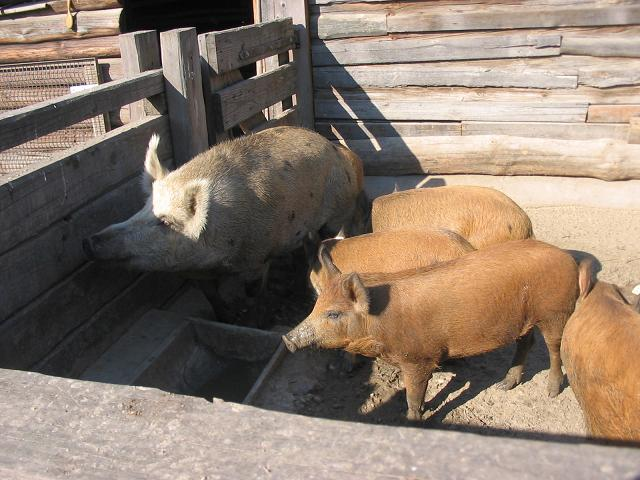
Düppeler Weideschwein, Dedomestikation (Zwischenstufe, 2005)
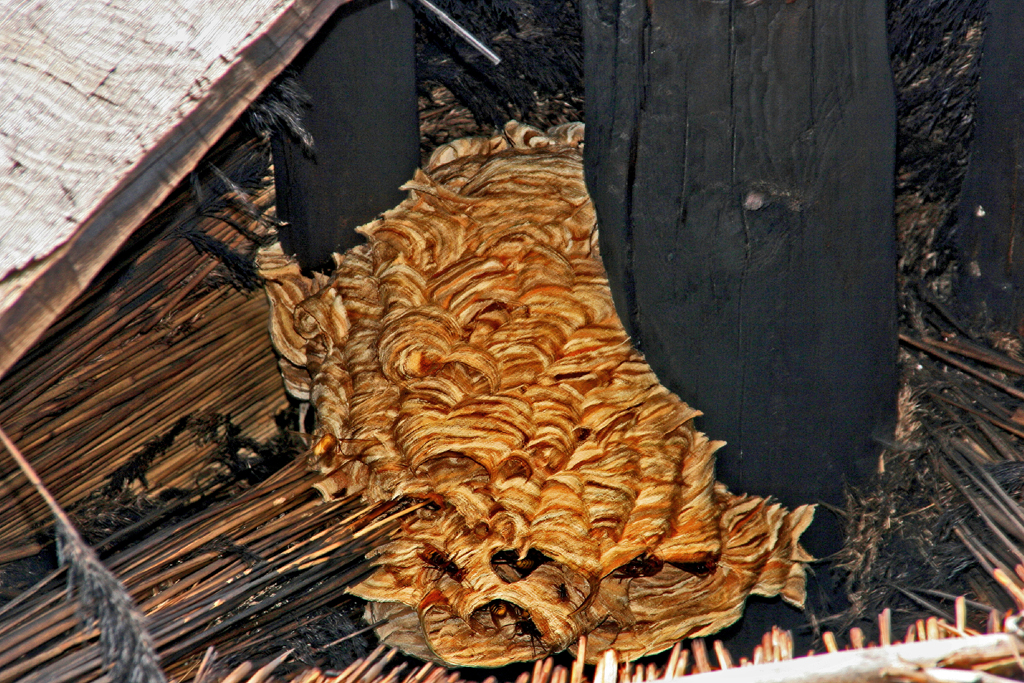
Hornissennest im Dachgiebel des mittelalterlichen Hauses